# Претендентская серия Дэйны Уайта. Сезон 1
Первый сезон проекта 2017 года включал в себя 8 еженедельных шоу. У зрителей был выбор между традиционной командой комментаторов и альтернативными комментаторами, в качестве которых выступили рэпер Снуп Доггом и член Зала Славы UFC Юрайя Фейбер. Среди комментаторов также был действующий на тот момент боец UFC Пол Фелдер, который также комментировал события UFC.

### Неделя 1 — 11 июля 2017 (Dana White's Contender Series 1)
Место проведения: TUF Gym, Лас-Вегас, Невада, США.
| Бой п/п | Весовая категория | Участники и их статистика перед боем, результат боя | Участники и их статистика перед боем, результат боя | Участники и их статистика перед боем, результат боя | Участники и их статистика перед боем, результат боя | Участники и их статистика перед боем, результат боя | Участники и их статистика перед боем, результат боя | Участники и их статистика перед боем, результат боя | Участники и их статистика перед боем, результат боя | Участники и их статистика перед боем, результат боя | Способ победы                               | Раунд | Время | Рефери        | Прим. |
| Бой 5   | Полулёгкий вес    |                                                     | Курт Холобо                                         | 17-4                                                | +3                                                  | поб.                                                |                                                     | Мэтт Бессетт                                        | 22-7                                                | +7                                                  | Не состоялся (результат отменён)            | 1     | 2:59  | Джон Маккарти | [*1]  |
| Бой 4   | Тяжёлый вес       |                                                     | Азунна Аньянву                                      | 13-4                                                | +4                                                  | поб.                                                |                                                     | Грег Ребелло                                        | 22-7                                                | +2                                                  | Нокаут (удары руками)                       | 2     | 3:04  | Джон Маккарти |       |
| Бой 3   | Легчайший вес     |                                                     | Бостон Сэлмон                                       | 5-1                                                 | -1                                                  | поб.                                                |                                                     | Рикки Турсиос                                       | 8-0                                                 | +8                                                  | Единогласное решение (30-27, 30-27, 29-28)  | 3     | 5:00  | Крис Тоньони  |       |
| Бой 2   | Средний вес       |                                                     | Чарльз Бёрд                                         | 7-4                                                 | +1                                                  | поб.                                                |                                                     | Джейми Пиккетт                                      | 7-2                                                 | +6                                                  | Сдача, удушающий приём (ручной треугольник) | 1     | 4:55  | Джон Маккарти |       |
| Бой 1   | Наилегчайший вес  |                                                     | Джоби Санчес                                        | 9-2                                                 | +2                                                  | поб.                                                |                                                     | Мэнни Васкес                                        | 11-2                                                | +2                                                  | Единогласное решение (29-27, 29-27, 29-27)  | 3     | 5:00  | Крис Тоньони  |       |

[*1] Изначально бой закончился победой Курта Холобо нокаутом в 1-м раунде. Результат аннулирован после того, как выяснилось что Холобо незаконно использовал стимулятор перед боем.
Изменения карда
При подготовке турнира планировались, но были отменены следующие бои:
- Бой в среднем весе Чарльз Бёрд (7-4 MMA) — Джастин Джонс ( 9-2 MMA), Джонс снялся с боя[4]; произведена замена соперника.

Контрактные награды
По итогам выступления следующие бойцы получили контракты с UFC:
- Курт Холобо — дебютировал в UFC 14 июля 2018 на турнире UFC Fight Night 133, соперник Райони Барселус (поражение нокаутом в 3-м раунде)[6];
- Бостон Сэлмон — дебютировал в UFC 13 апреля 2019 на турнире UFC 236, соперник Халид Таха (поражение техническим нокаутом в 1-м раунде)[7].

Хотя контракт на шоу не был предложен, Азунна Аньянву был приглашён на бой 16 сентября 2017 на турнире UFC Fight Night 116 на коротком уведомлении в качестве замены выбывшего бойца против Джастина Ледета (поражение раздельным решением).
Чарльзу Бёрду после победы было предложено повторно выступить на проекте 15 августа (Dana White's Contender Series 6).
Джоби Санчесу после победы было предложено повторно выступить на проекте 22 августа (Dana White's Contender Series 7).

### Неделя 2 — 18 июля 2017 (Dana White's Contender Series 2)
Место проведения: TUF Gym, Лас-Вегас, Невада, США.
| Бой п/п | Весовая категория | Участники и результат боя | Участники и результат боя | Участники и результат боя | Участники и результат боя | Участники и результат боя | Участники и результат боя | Участники и результат боя | Участники и результат боя | Участники и результат боя | Способ победы                               | Раунд | Время | Рефери        | Прим. |
| Бой 5   | Полутяжёлый вес   |                           | Дэниел Спон               | 15-5                      | +3                        | поб.                      |                           | Анхель ДеАнда             | 18-5                      | +6                        | Сдача, удушающий приём (треугольник руками) | 1     | 3:10  | Джон Маккарти | [*2]  |
| Бой 4   | Легчайший вес     |                           | Шон О`Мэлли               | 7-0                       | +7                        | поб.                      |                           | Альфред Хашакян           | 8-3                       | +1                        | Нокаут (удар рукой)                         | 1     | 4:14  | Марк Смит     |       |
| Бой 3   | Полулёгкий вес    |                           | Тхань Ле                  | 6-1                       | +2                        | поб.                      |                           | Лазарь Стоядинович        | 12-5                      | +8                        | Нокаут (удар ногой в голову и добивание)    | 2     | 1:35  | Джон Маккарти |       |
| Бой 2   | Средний вес       |                           | Сидни Аутлав              | 8-3                       | +3                        | поб.                      |                           | Майкл Кора                | 4-1                       | +4                        | Единогласное решение (29-27, 29-27, 29-28)  | 3     | 5:00  | Марк Смит     |       |
| Бой 1   | Наилегчайший вес  |                           | Кейси Кенни               | 6-0-1                     | 0                         | поб.                      |                           | Си Джей Гамильтон         | 11-4                      | +6                        | Единогласное решение (30-27, 30-27, 30-27)  | 3     | 5:00  | Марк Смит     |       |

[*2] Рефери снял одно очко в 1-м раунде с Анхеля ДеАнда за запрещённые удары по затылку соперника.
Контрактные награды
По итогам выступления следующие бойцы получили контракты с UFC:
- Шон О`Мэлли — дебютировал в UFC 1 декабря 2017 на турнире The Ultimate Fighter 26 Finale, соперник Террион Уэйр (победа единогласным решением)[11].

### Неделя 3 — 25 июля 2017 (Dana White's Contender Series 3)
Место проведения: TUF Gym, Лас-Вегас, Невада, США.
| Бой п/п | Весовая категория | Участники и результат боя | Участники и результат боя | Участники и результат боя | Участники и результат боя | Участники и результат боя | Участники и результат боя | Участники и результат боя | Участники и результат боя | Участники и результат боя | Способ победы                           | Раунд | Время | Рефери         |
| Бой 5   | Полутяжёлый вес   |                           | Карл Роберсон             | 4-0                       | +4                        | поб.                      |                           | Райан Спэнн               | 10-4                      | +3                        | Нокаут (удар локтем)                    | 1     | 0:15  | Джейсон Херцог |
| Бой 4   | Полусредний вес   |                           | Кайл Стюарт               | 7-0                       | +7                        | поб.                      |                           | Джейсон Джексон           | 7-2                       | +3                        | Технический нокаут (травма лодыжки)     | 2     | 0:21  | Крис Тоньони   |
| Бой 3   | Средний вес       |                           | Джефф Нил                 | 7-2                       | +1                        | поб.                      |                           | Чейз Уолдон               | 11-2                      | +1                        | Технический нокаут (удары руками)       | 1     | 1:56  | Джейсон Херцог |
| Бой 2   | Полутяжёлый вес   |                           | Алонзо Менифилд           | 3-0                       | +3                        | поб.                      |                           | Дэниел Джолли             | 5-2                       | -2                        | Технический нокаут (травма глаза)       | 1     | 5:00  | Крис Тоньони   |
| Бой 1   | Полулёгкий вес    |                           | Дэн Иге                   | 7-1                       | +5                        | поб.                      |                           | Луис Гомес                | 4-0                       | +4                        | Сдача, удушающий приём (удушение сзади) | 3     | 3:23  | Джейсон Херцог |

Изменения карда
При подготовке турнира планировались, но были отменены следующие бои:
- Бой в среднем весе Чейз Уолдон (11-2 MMA) — Габриэл Шекку ( 10-2 MMA), Шекку снялся с боя[13]; произведена замена соперника, Шекку перенесён на 15 августа с новым соперником

Контрактные награды
По итогам выступления следующие бойцы получили контракты с UFC:
- Карл Роберсон — дебютировал в UFC 11 ноября 2017 на турнире UFC Fight Night 120, соперник Даррен Стюарт (победа удушающим приёмом в 1-м раунде)[15];
- Джефф Нил — дебютировал в UFC 18 февраля 2018 на турнире UFC Fight Night 126, соперник Брайан Камоцци (победа удушающим приёмом в 1-м раунде)[16].

Хотя на шоу контракт не был предложен, Дэн Иге был приглашён на бой 20 января 2019 на турнире UFC 220 против Чарльза Росы, который впоследствии был заменён на Хулио Арсе (поражение единогласным решением).

### Неделя 4 — 1 августа 2017 (Dana White's Contender Series 4)
Место проведения: TUF Gym, Лас-Вегас, Невада, США.
| Бой п/п | Весовая категория |  | Участники и результат боя | Участники и результат боя | Участники и результат боя | Участники и результат боя | Участники и результат боя | Участники и результат боя |      |     | Способ победы                              | Раунд | Время | Рефери       |
| Бой 5   | Средний вес       |  | Джулиан Маркес            | 5-1                       | +3                        | поб.                      |                           | Фил Хоус                  | 4-1  | -1  | Нокаут (удар ногой в голову)               | 2     | 2:20  | Херб Дин     |
| Бой 4   | Легчайший вес     |  | Кайлер Филлипс            | 4-0                       | +4                        | поб.                      |                           | Джеймс Грей               | 4-1  | -1  | Технический нокаут (локти и удары руками)  | 1     | 0:47  | Крис Тоньони |
| Бой 3   | Наилегчайший вес  |  | Карлос Канделарио         | 6-0                       | +6                        | поб.                      |                           | Роналду Кандиду           | 6-0  | +6  | Единогласное решение (29-28, 29-28, 29-28) | 3     | 5:00  | Херб Дин     |
| Бой 2   | Полулёгкий вес    |  | Брэндон Дэвис             | 7-3                       | +3                        | поб.                      |                           | Остин Арнетт              | 15-2 | +13 | Единогласное решение (29-28, 30-27, 30-26) | 3     | 5:00  | Крис Тоньони |
| Бой 1   | Легчайший вес     |  | Джон Кастаньеда           | 13-2                      | +8                        | поб.                      |                           | Чейден Лейалоха           | 6-0  | +6  | Единогласное решение (29-28, 29-28, 29-28) | 3     | 5:00  | Крис Тоньони |

Контрактные награды
По итогам выступления следующие бойцы получили контракты с UFC:
- Джулиан Маркес — дебютировал в UFC 16 декабря 2017 на турнире UFC on FOX 26, соперник Даррен Стюарт (победа удушающим приёмом во 2-м раунде)[20].
- Брэндон Дэвис — дебютировал в UFC 20 января 2018 на турнире UFC 220, соперник Кайл Бочняк (поражение единоглсным решением)[21].

Хотя на шоу контракт не был предложен, Кайлер Филлипс был приглашён участвовать в 27-м сезоне шоу The Ultimate Fighter.

### Неделя 5 — 8 августа 2017 (Dana White's Contender Series 5)
Место проведения: TUF Gym, Лас-Вегас, Невада, США.
| Бой п/п | Весовая категория | Участники и результат боя | Участники и результат боя | Участники и результат боя | Участники и результат боя | Участники и результат боя | Участники и результат боя | Участники и результат боя | Участники и результат боя | Участники и результат боя | Способ победы                                 | Раунд | Время | Рефери         |
| Бой 5   | Полутяжёлый вес   |                           | Майк Родригес             | 8-2                       | +3                        | поб.                      |                           | Джамелль Джонс            | 7-4                       | -1                        | Нокаут (удар коленом в прыжке и добивание)    | 1     | 2:15  | Марк Смит      |
| Бой 4   | Полулёгкий вес    |                           | Хулио Арсе                | 12-2                      | +4                        | поб.                      |                           | Питер Петтис              | 5-2                       | +1                        | Технический нокаут (удары руками)             | 2     | 2:39  | Джейсон Херцог |
| Бой 3   | Наилегчайший вес  |                           | Алекс Перес               | 17-4                      | +4                        | поб.                      |                           | Кевин Грэй                | 9-3                       | +2                        | Техническая сдача, удушающий приём (анаконда) | 1     | 2:54  | Марк Смит      |
| Бой 2   | Легчайший вес     |                           | Рикки Симон               | 9-1                       | +2                        | поб.                      |                           | Донаван Фрилоу            | 6-2                       | -1                        | Раздельное решение (29-28, 28-29, 29-28)      | 3     | 5:00  | Джейсон Херцог |
| Бой 1   | Тяжёлый вес       |                           | Шелтон Грейвс             | 6-3                       | +4                        | поб.                      |                           | Эверетт Симс              | 4-0                       | +4                        | Технический нокаут (удары коленями)           | 3     | 2:20  | Марк Смит      |

Контрактные награды
По итогам выступления следующие бойцы получили контракты с UFC:
- Майк Родригес — дебютировал в UFC 7 апреля 2018 на турнире UFC 223, соперник Девин Кларк (поражение единогласным решением)[24];
- Алекс Перес — дебютировал в UFC 9 декабря 2017 на турнире UFC Fight Night 123, соперник Карлс Джон де Томас (победа удушающим приёмом во 2-м раунде)[25].

Хотя на шоу контракт не был предложен, Хулио Арсе позже пригласили выступить на турнире UFC 220.

### Неделя 6 — 15 августа 2017 (Dana White's Contender Series 6)
Место проведения: TUF Gym, Лас-Вегас, Невада, США.
| Бой п/п | Весовая категория    | Участники и результат боя | Участники и результат боя | Участники и результат боя | Участники и результат боя | Участники и результат боя | Участники и результат боя | Участники и результат боя | Участники и результат боя | Участники и результат боя | Способ победы                              | Раунд | Время | Рефери         |
| Бой 5   | Средний вес          |                           | Чарльз Бёрд (2)           | 8-4                       | +2                        | поб.                      |                           | Рэндэлл Уоллес            | 15-6                      | +3                        | Сдача, удушающий приём (удушение сзади)    | 2     | 2:03  | Херб Дин       |
| Бой 4   | Полулёгкий вес       |                           | Грант Доусон              | 11-1                      | +2                        | поб.                      |                           | Эдриан Диас               | 11-4-1                    | +3                        | Сдача, удушающий приём (удушение сзади)    | 2     | 1:15  | Джейсон Херцог |
| Бой 3   | Полутяжёлый вес      |                           | Кэмерон Олсон             | 7-3                       | -1                        | поб.                      |                           | Карл Рид                  | 2-0                       | +2                        | Единогласное решение (29-28, 29-28, 29-28) | 3     | 5:00  | Херб Дин       |
| Бой 2   | Наилегчайший вес     |                           | Хайме Альварес            | 6-1                       | +2                        | поб.                      |                           | Мартин Дэй                | 5-1                       | +1                        | Единогласное решение (28-27, 29-28, 29-27) | 3     | 5:00  | Джейсон Херцог |
| Бой 1   | Жен. минимальный вес |                           | Джейми Коллин             | 3-1                       | -1                        | поб.                      |                           | Тиффани Мастерс           | 2-0                       | +2                        | Сдача, болевой приём (рычаг локтя)         | 3     | 4:43  | Джейсон Херцог |

Изменения карда
При подготовке турнира планировались, но были отменены следующие бои:
- Бой в среднем весе Чарльз Бёрд (8-4 MMA) — Даг Ашер ( 7-3 MMA), Ашер снялся из-за травмы[28]; произведена замена соперника;
- Бой в среднем весе Чарльз Бёрд (8-4 MMA) — Габриэл Шекку ( 10-2 MMA), Шекку снялся с боя[29]; произведена замена соперника.

Контрактные награды
По итогам выступления следующие бойцы получили контракты с UFC:
- Чарльз Бёрд — дебютировал в UFC 17 марта 2018 на турнире UFC Fight Night 127, соперник Джон Филлипс (победа удушающим приёмом в 1-м раунде)[31];
- Грант Доусон — дебютировал в UFC 9 марта 2019 на турнире UFC Fight Night 146, соперник Джулиан Эроса (победа единогласным решением)[32].

### Неделя 7 — 22 августа 2017 (Dana White's Contender Series 7)
Место проведения: TUF Gym, Лас-Вегас, Невада, США.
| Бой п/п | Весовая категория | Участники и результат боя | Участники и результат боя | Участники и результат боя | Участники и результат боя | Участники и результат боя | Участники и результат боя | Участники и результат боя | Участники и результат боя | Участники и результат боя | Способ победы                              | Раунд | Время | Рефери        |
| Бой 5   | Полутяжёлый вес   |                           | Кеннеди Нзечукву          | 2-0                       | +2                        | поб.                      |                           | Антон Берзин              | 5-1                       | +2                        | Раздельное решение (29-27, 28-29, 29-27)   | 3     | 5:00  | Марк Смит     |
| Бой 4   | Легчайший вес     |                           | Бенито Лопес              | 7-0                       | +7                        | поб.                      |                           | Стивен Питерсон           | 15-5                      | +1                        | Раздельное решение (29-28, 28-29, 29-28)   | 3     | 5:00  | Джон Маккарти |
| Бой 3   | Наилегчайший вес  |                           | Джоби Санчес (2)          | 10-2                      | +3                        | поб.                      |                           | Джей Пи Бэйс              | 4-1                       | +3                        | Технический нокаут (удары руками)          | 2     | 2:28  | Марк Смит     |
| Бой 2   | Лёгкий вес        |                           | Майк Сантьяго             | 20-9                      | +10                       | поб.                      |                           | Марк Черико               | 11-1                      | +4                        | Технический нокаут (удары руками)          | 1     | 2:59  | Джон Маккарти |
| Бой 1   | Наилегчайший вес  |                           | Джордан Эспиноза          | 10-5                      | +1                        | поб.                      |                           | Ник Урсо                  | 10-3                      | +1                        | Техническая сдача, удушающий приём (д`Арс) | 1     | 1:23  | Марк Смит     |

Контрактные награды
По итогам выступления следующие бойцы получили контракты с UFC:
- Бенито Лопес — дебютировал в UFC 9 декабря 2017 на турнире UFC Fight Night 123, соперник Альберт Моралес (победа единогласным решением)[35];
- Джоби Санчес — дебютировал в UFC 18 февраля 2018 на турнире UFC Fight Night 126, соперник Роберто Санчес (поражение удушающим приёмом в 1-м раунде)[36].

Хотя на шоу контракт не был предложен, Майк Сантьяго позже был приглашён выступить на турнире UFC Fight Night 115.

### Неделя 8 — 29 августа 2017 (Dana White's Contender Series 8)
Место проведения: TUF Gym, Лас-Вегас, Невада, США.
| Бой п/п | Весовая категория  | Участники и результат боя | Участники и результат боя | Участники и результат боя | Участники и результат боя | Участники и результат боя | Участники и результат боя | Участники и результат боя | Участники и результат боя | Участники и результат боя | Способ победы                               | Раунд | Время | Рефери         |
| Бой 5   | Лёгкий вес         |                           | Мэтт Фревола              | 5-0                       | +5                        | поб.                      |                           | Хосе Флорес               | 7-0                       | +7                        | Сдача, удушающий приём (ручной треугольник) | 2     | 3:32  | Джейсон Херцог |
| Бой 4   | Средний вес        |                           | Бивон Льюис               | 3-0                       | +3                        | поб.                      |                           | Элиас Урбина              | 3-0                       | +3                        | Технический нокаут (удары руками)           | 2     | 2:47  | Джон Маккарти  |
| Бой 3   | Наилегчайший вес   |                           | Адам Антолин              | 12-3                      | +1                        | поб.                      |                           | Кейси Кенни (2)           | 7-0-1                     | +1                        | Раздельное решение (29-28, 28-29, 29-28)    | 3     | 5:00  | Джейсон Херцог |
| Бой 2   | Жен. легчайший вес |                           | Лорен Мюллер              | 3-0                       | +3                        | поб.                      |                           | Келли МакГилл             | 2-1                       | -1                        | Единогласное решение (30-27, 30-26, 30-27)  | 3     | 5:00  | Джон Маккарти  |
| Бой 1   | Тяжёлый вес        |                           | Аллен Краудер             | 8-2                       | +3                        | поб.                      |                           | Донтейл Мэйс              | 3-1                       | +1                        | Технический нокаут (удары руками)           | 3     | 4:12  | Джейсон Херцог |

Изменения карда
При подготовке турнира планировались, но были отменены следующие бои:
- Бой в наилегчайшем весе Адам Антолин (12-3 MMA) — Рикки Калатаюд ( 13-2 MMA), Калатаюд снялся из-за травмы[39]; произведена замена соперника;
- Бой в женском легчайшем весе Келли МакГилл (2-1 MMA) — Джанай Хардинг ( 3-2 MMA), Хардинг снялась с боя[40]; произведена замена соперника.

Контрактные награды
По итогам выступления следующие бойцы получили контракты с UFC:
- Мэтт Фревола — дебютировал в UFC 14 января 2018 на UFC Fight Night 124, соперник Поло Рейес (поражение нокаутом в 1-м раунде)[42];
- Лорен Мюллер — дебютировал в UFC 14 апреля 2018 на UFC on Fox 29, соперник Шэна Добсон (победа единогласным решением)[43];
- Аллен Краудер — дебютировал в UFC 2 декабря 2017 на UFC 218, соперник Джастин Уиллис (поражение нокаутом в 1-м раунде)[44].

Бивон Льюис включён в программу развития с продвижением (предложен контракт развития). Повторно выступил в Претендентской серии 2018 года.